# Доротея фон Ханау-Мюнценберг
Доротея фон Ханау-Мюнценберг (на немски: Dorothea von Hanau-Münzenberg; * 4 февруари 1556; † 5 септември 1638) е германска аристократка.

## Биография
Тя е дъщеря на граф Филип III фон Ханау-Мюнценберг (1526 – 1561) и пфалцграфиня Хелена фон Зимерн (1532 – 1579) от род Вителсбахи. Сестра е на Филип Лудвиг I граф на Ханау-Мюнценберг.
На 15 юни 1571 г. Доротея се омъжва в дворец Стар-Ортенбург за имперския съветник граф Антон фон Ортенбург (1550 – 1573), единственият син на граф Йоахим фон Ортенбург (1530 – 1600) и графиня Урсула фон Фугер фон Кирхберг и Вайсенхорн (1530 – 1570). Нейната зестра са 10 000 гулдена. Празненството трае четири дена и струва 8000 гулдена. На 23 май 1573 г. Антон умира неочаквано на кораб между Регенсбург и Келхайм. Постум на 1 декември 1573 г. се ражда синът им Фридрих, който живее само четири дена.
Доротея се омъжва втори път на 28 ноември 1585 г. за граф Фолрад фон Глайхен-Кранихфелд-Бланкенхайн-Еренщайн-Ремда (1556 – 1627), син на граф Карл III фон Глайхен-Бланкенхайн. Той следвал през 1573 – 1576 г. в университета в Йена. Те се развеждат през 1596 г. Двамата имат пет деца.
Доротея умира на 5 септември 1638 г. на 82 години и е погребана в Ханау. За погребението ѝ излиза отпечатена смъртна проповед.

## Деца
Доротея и граф Фолрад имат децата:
- дъщеря (кръстена на 3 март 1587, Бланкенхайн, † пр. 1623)
- дъщеря (кръстена на 18 февруари 1588, Бланкенхайн, † пр. 1623)
- Доротея Сузана († 1638), наследничка на Бланкенхайн и Кранихфелд, ∞ (пр. 1 ноември 1619) за фрайхер Георг фон Мьоршперг и Белфорт († сл. 17 февруари 1642)
- Анна Елизабет († млада, Бланкенхайн)
- Фридрих Вилхелм († 1599)